# Nagy J. Béla országos helyesírási verseny
A Nagy J. Béla országos helyesírási verseny (olykor pedagógusjelöltek Nagy J. Béla országos helyesírási versenye) felsőoktatási intézmények hallgatóinak helyesírási versenye, amelyre Magyarország, valamint a Kárpát-medence más egyetemei, főiskolái neveznek be egy-egy hallgatót (az egyes intézmények saját versenyének győztesét, összesen mintegy két tucat diákot). A versenyt az egri Eszterházy Károly Főiskola (2016 óta: Eszterházy Károly Egyetem) Magyar Nyelvészeti Tanszéke hozta létre és rendezi 2012 óta kétévente (előzőleg évente) 1987 óta, eleinte április végén, később november folyamán vagy december elején, a korábbi években az Oktatási Minisztérium támogatásával.

## Menete
A megnyitón egy kiválasztott oktatónak átadják a Nagy J. Béla-emlékplakettet, majd rövid előadások hangzanak el. A megmérettetésre másnap délelőtt kerül sor a főiskolán: egy tollbamondásból és két gyakorlatsor kitöltéséből áll. A megoldásokat egy négytagú zsűri értékeli ki. A feladatlapok javítása alatt a versenyzők közösen várost nézhetnek, végül a díjkiosztóval zárul a rendezvénysorozat. A résztvevők étkezését és szállását a szervezők biztosítják.

## Szervezői
A zsűri elnökei és tagjai között az utóbbi években jelen volt (ábécésorrendben) Balázs Géza egyetemi tanár (ELTE BTK), Bozsik Gabriella főiskolai tanár (Eszterházy Károly Főiskola), Hangay Zoltán főiskolai tanár, H. Tóth István egyetemi docens (Károly Egyetem, Prága), Kádár Edit egyetemi adjunktus (Babeș–Bolyai Tudományegyetem), Keszler Borbála, a nyelvtudomány doktora, professor emerita, Laczkó Krisztina egyetemi docens (ELTE BTK), Nagy Katalin főiskolai tanár (ELTE TÓK), Tóth Etelka főiskolai tanár, tanszékvezető (KRE TFK), Vörös Ferenc főiskolai tanár (Nyugat-magyarországi Egyetem), valamint Zimányi Árpád tanszékvezető főiskolai tanár (EKTF); közülük többen az MTA Magyar Nyelvi Bizottságának (ma: Magyar Nyelvi Osztályközi Állandó Bizottság) titkáraként is működtek. A néhai tagok között említendő Fábián Pál professor emeritus, Pásztor Emil nyugalmazott főiskolai tanár és T. Urbán Ilona, a Nyelvtudományi Intézet (ma: Nyelvtudományi Kutatóközpont) tudományos főmunkatársa.
A verseny titkáraként mindenekelőtt Bozsik Gabriella főiskolai tanár működött közre. Nyugdíjba vonulása után, 2017-ben Zimányi Árpád irányította a rendezvény munkálatait, 2019-ben pedig Ludányi Zsófia látta el a verseny főszervezői teendőit. A versenyfeladatok összeállítását Bozsik Gabriella, Kardos Tamás (a Nyelvtudományi Intézet korábbi nyelvművelő osztályának tudományos kutatója), T. Urbán Ilona és Zimányi Árpád végezte.

## A döntőben díjazott hallgatók listája
| Év   | Helyezés   | Név                   | Oktatási intézmény és helye                                 |
| ---- | ---------- | --------------------- | ----------------------------------------------------------- |
| 1987 | I.         | Sarlós Valéria        | Ho Si Minh Tanárképző Főiskola, Eger                        |
| 1987 | II.        | Ságiné Nagy Éva       | ELTE Tanárképző Főiskolai Kar, Budapest                     |
| 1987 | III.       | Csetkovits Csilla     | JATE, Szeged                                                |
| 1988 | I.         | Czuczor Erzsébet      | Ho Si Minh Tanárképző Főiskola, Eger                        |
| 1988 | II.        | Vecsernyés Ildikó     | JATE, Szeged                                                |
| 1988 | III.       | Nagy Judit            | ELTE Bölcsészettudományi Kar, Budapest                      |
| 1989 | I.         | Márton Ágnes          | Ho Si Minh Tanárképző Főiskola, Eger                        |
| 1989 | II.        | Nagy Szabolcs         | Comenius Tanítóképző Főiskola, Sárospatak                   |
| 1989 | III.       | Antal Erzsébet        | Zsámbéki Tanítóképző Főiskola                               |
| 1990 | I.         | Denke Virág           | Kossuth Lajos Tudományegyetem, Debrecen                     |
| 1990 | II.        | Papp Erika            | Békéscsabai Tanítóképző Főiskola                            |
| 1990 | III.       | Molnár Barbara        | JATE, Szeged                                                |
| 1991 | I.         | Ocskay Gyula          | Eszterházy Károly Tanárképző Főiskola, Eger                 |
| 1991 | II.        | Dobsonyi Sándor       | Budapesti Tanítóképző Főiskola                              |
| 1991 | III.       | Rozmán Krisztina      | Zsámbéki Tanítóképző Főiskola                               |
| 1992 | I.         | Szabó Zita            | Békéscsabai Tanítóképző Főiskola                            |
| 1992 | II.        | Kollárik Péter        | Eszterházy Károly Tanárképző Főiskola, Eger                 |
| 1992 | III.       | Némethné Új Éva       | Zsámbéki Tanítóképző Főiskola                               |
| 1993 | I.         | Kissimon Brigitta     | ELTE Bölcsészettudományi Kar, Budapest                      |
| 1993 | II.        | Tóth Ildikó           | Kőrösi Csoma Sándor Főiskola, Debrecen                      |
| 1993 | III.       | Boncsér Bernadett     | KLTE, Debrecen                                              |
| 1994 | I.         | Őszi Gitta            | JATE, Szeged                                                |
| 1994 | II.        | Szijártó Tímea        | Vitéz János Római Katolikus Tanítóképző Főiskola, Esztergom |
| 1994 | III.       | Pethő Zsuzsa          | Budapesti Tanítóképző Főiskola                              |
| 1995 | I.         | Dudás Györgyi         | KLTE, Debrecen                                              |
| 1995 | II.        | Barabás Edit          | Budapesti Tanítóképző Főiskola                              |
| 1995 | III.       | Szijártó Tímea        | Vitéz János Római Katolikus Tanítóképző Főiskola, Esztergom |
| 1996 | I.         | Beregszászi Magdolna  | ELTE Bölcsészettudományi Kar, Budapest                      |
| 1996 | II.        | Minier Márta          | KLTE, Debrecen                                              |
| 1996 | III.       | Tarnai Beáta          | ELTE Tanárképző Főiskolai Kar, Budapest                     |
| 1997 | I. (m)     | Mártonfi Attila       | ELTE Bölcsészettudományi Kar, Budapest                      |
| 1997 | I. (m)     | Szabó Zsuzsanna       | Juhász Gyula Tanárképző Főiskola, Szeged                    |
| 1997 | II.        | Fehér Brigitta        | Eszterházy Károly Tanárképző Főiskola, Eger                 |
| 1997 | III.       | (nem adták ki)        | (nem adták ki)                                              |
| 1998 | I.         | Dobány Margit         | Kölcsey Ferenc Református Tanítóképző Főiskola, Debrecen    |
| 1998 | II.        | Fábián György         | Bessenyei György Tanárképző Főiskola, Nyíregyháza           |
| 1998 | III.       | Cserháti Andrea       | Eszterházy Károly Tanárképző Főiskola, Eger                 |
| 1999 | I.         | Bárdos Eszter         | Eszterházy Károly Tanárképző Főiskola, Eger                 |
| 1999 | II.        | Gyarmati Ágnes        | ELTE Bölcsészettudományi Kar, Budapest                      |
| 1999 | III.       | Deli Tünde            | Kölcsey Ferenc Református Tanítóképző Főiskola, Debrecen    |
| 2000 | I–II.      | Gáti Éva              | ELTE Tanító- és Óvóképző Kar, Budapest                      |
| 2000 | I–II.      | Kocsis András         | Debreceni Egyetem                                           |
| 2000 | III–IV.    | Vaszkun Anita         | Bessenyei György Tanárképző Főiskola, Nyíregyháza           |
| 2000 | III–IV.    | Fejes Edit            | Szegedi Tudományegyetem                                     |
| 2001 | I.         | Nagy Ilona            | ELTE Bölcsészettudományi Kar, Budapest                      |
| 2001 | II.        | Zombory Katalin       | ELTE Tanító- és Óvóképző Kar, Budapest                      |
| 2001 | III.       | Szegedi Éva           | Nyíregyházi Főiskola                                        |
| 2002 | I.         | Horváth Bernadett     | ELTE Bölcsészettudományi Kar, Budapest                      |
| 2002 | II.        | Bírta Réka            | Eszterházy Károly Tanárképző Főiskola, Eger                 |
| 2002 | III.       | Kékesi Csilla         | Debreceni Egyetem                                           |
| 2003 | I.         | Veszelszki Ágnes      | ELTE BTK, Budapest                                          |
| 2003 | II.        | Selyem Zoltán         | ELTE TTK, Budapest                                          |
| 2003 | III.       | Szakál Marianna       | Eszterházy Károly Tanárképző Főiskola BTFK, Eger            |
| 2005 | I.         | Kozma Judit           | ELTE Bölcsészettudományi Kar, Budapest                      |
| 2005 | II.        | Biró János            | Eszterházy Károly Tanárképző Főiskola, Eger                 |
| 2005 | III.       | Huszár Ágnes          | Veszprémi Egyetem TK                                        |
| 2006 | I.         | Szegi Ádám            | ELTE Bölcsészettudományi Kar, Budapest                      |
| 2006 | II.        | Bitai Tamás           | Szegedi Tudományegyetem TTK                                 |
| 2006 | III.       | Jakus Ágnes           | Eszterházy Károly Tanárképző Főiskola, Eger                 |
| 2007 | I.         | Ludányi Zsófia        | ELTE Bölcsészettudományi Kar, Budapest                      |
| 2007 | II.        | Juhász Péter          | Eszterházy Károly Tanárképző Főiskola BTK, Eger             |
| 2007 | III.       | Hasap Klára           | Pázmány Péter Katolikus Egyetem BTK, Piliscsaba             |
| 2008 | I.         | Sasvári Tünde Anita   | ELTE Bölcsészettudományi Kar, Budapest                      |
| 2008 | II.        | Kovács Nóra           | Szegedi Tudományegyetem BTK                                 |
| 2008 | III.       | Nagy Enikő            | Pázmány Péter Katolikus Egyetem BTK, Piliscsaba             |
| 2009 | I.         | Furuglyás Dóra        | ELTE Bölcsészettudományi Kar, Budapest                      |
| 2009 | II.        | Dargai Bernadett      | Eszterházy Károly Főiskola BTK, Eger                        |
| 2009 | III.       | Dsupin Éva            | Miskolci Egyetem, BTK                                       |
| 2010 | I.         | Báthory Kinga         | Eszterházy Károly Főiskola BTK, Eger                        |
| 2010 | II.        | Köllő Zsófia          | Babeș–Bolyai Tudományegyetem, Kolozsvár                     |
| 2010 | III.       | Kovács Györgyi        | ELTE Bölcsészettudományi Kar, Budapest                      |
| 2011 | (elmaradt) | (elmaradt)            | (elmaradt)                                                  |
| 2012 | (elmaradt) | (elmaradt)            | (elmaradt)                                                  |
| 2013 | I. (m)     | Kocsis Teréz          | ELTE Bölcsészettudományi Kar                                |
| 2013 | I. (m)     | Tóth Edina Bettina    | ELTE Tanító- és Óvóképző Kar                                |
| 2013 | II. (m)    | Kalla Viktória        | Szegedi Tudományegyetem                                     |
| 2013 | II. (m)    | Lévai Zsuzsanna       | EKF                                                         |
| 2013 | III.       | (nem adták ki)        | (nem adták ki)                                              |
| 2015 | I.         | Szeverényi Melinda    | Szegedi Tudományegyetem                                     |
| 2015 | II.        | Tuska Borbála         | ELTE Bölcsészettudományi Kar                                |
| 2015 | III.       | Nagy Zsófia           | Eszterházy Károly Főiskola                                  |
| 2015 | IV.        | Ágoston Marianna      | Károli Gáspár Református Egyetem                            |
| 2015 | V.         | Farkas Linda          | Comenius Egyetem, Pozsony                                   |
| 2015 | VI.        | Balogh Réka           | Apor Vilmos Katolikus Főiskola                              |
| 2017 | I.         | Csiszárik Katalin     | Eszterházy Károly Egyetem                                   |
| 2017 | II.        | Tóth Zsuzsanna Ingrid | Károli Gáspár Református Egyetem                            |
| 2017 | III.       | Kovács Péter Zoltán   | Babeș–Bolyai Tudományegyetem, Kolozsvár                     |
| 2019 | I.         | Varga Nóra            | Comenius Egyetem BTK, Pozsony                               |
| 2019 | II.        | Pipis Panna           | Budapesti Corvinus Egyetem                                  |
| 2019 | III.       | Orbán Gyula           | II. Rákóczi Ferenc Kárpátaljai Magyar Főiskola              |
| 2022 | I.         | Tóth Gvendolin        | Pannon Egyetem                                              |
| 2022 | II.        | Hadobás Titanilla     | Károli Gáspár Református Egyetem                            |
| 2022 | III.       | Balló Ignác-Norbert   | Babeș-Bolyai Tudományegyetem, Kolozsvár                     |

Az (m) jellel jelölt, illetve többszörös sorszámú hallgatók megosztva kapták a díjat.

### A versenyhez kapcsolódóan megjelent kötetek
- O. Bozsik Gabriella – V. Raisz Rózsa (szerk.) 1996. Helyesírásunk elvi és gyakorlati kérdéseiből. Tanulmányok, cikkek, feladatok. Eger, Eszterházy Károly Tanárképző Főiskola.
- O. Bozsik Gabriella – V. Raisz Rózsa – Zimányi Árpád (szerk.) 1996. Helyesírási kultúránk fejlesztéséért. Tízéves a pedagógusjelöltek Nagy J. Béla országos helyesírási versenye. Eger, Eszterházy Károly Tanárképző Főiskola. (ISBN 963-7752-45-5)
- O. Bozsik Gabriella – V. Raisz Rózsa – Zimányi Árpád (szerk.) 1998. Helyesírásunkról, helyesírásunkért. A Nagy J. Béla országos helyesírási versenyek előadásai, egyéb tanulmányok, feladatsorok. Eger, Eszterházy Károly Tanárképző Főiskola. (ISBN 963-7752-45-5)
- Bozsik Gabriella – V. Raisz Rózsa (szerk.) 2000. Helyesírás és tanárképzés. A Nagy J. Béla országos helyesírási versenyek előadásai, egyéb tanulmányok és feladatsorok. Eger, Eszterházy Károly Főiskola. (ISBN 963-7752-86-2)
- Bozsik Gabriella – V. Raisz Rózsa (szerk.) 2001–2002. Helyesírásunk időszerű kérdései a 21. század kezdetén. Eger, Eszterházy Károly Tanárképző Főiskola. (ISBN 963-9417-12-2)
- Bozsik Gabriella – V. Raisz Rózsa (szerk.) 2003–2004. Korjelző változások – megoldandó írásmódok. A Nagy J. Béla országos helyesírási verseny előadásai és egyéb tanulmányok. Eger, Eszterházy Károly Tanárképző Főiskola. (ISBN 963-9417-23-8)
- Bozsik Gabriella (szerk.) 2005–2007. Két évtized a helyesírásért. A Nagy J. Béla országos helyesírási verseny előadásai és feladatai. Eger, Eszterházy Károly Főiskola Líceum Kiadó.
- Bozsik Gabriella – Eőry Vilma – V. Raisz Rózsa (szerk.) 2007. Hagyomány és újítás a helyesírásban. Válogatás a Nagy J. Béla országos helyesírási verseny köteteinek anyagából. Eger, Eszterházy Károly Főiskola.
- Bozsik Gabriella (szerk.): Helyesírás-tanításunk helyzete határon innen és túl (A Nagy J. Béla verseny előadásai, feladatai és egyéb tanulmányok). Eszterházy Károly Főiskola Magyar Nyelvészeti Tanszéke, Eger, 2013. (recenzió)
- Bozsik Gabriella – Ludányi Zsófia (szerk.) 2020. Szabályzat, oktatás, gyakorlat: Helyesírásról sokszínűen. A 2015-ös és a 2017-es Nagy J. Béla helyesírási verseny előadásai, feladatai és egyéb tanulmányok. Eger: Eszterházy Károly Egyetem Líceum Kiadó.